# Cambes (Lot)
Cambes település Franciaországban, Lot megyében. Lakosainak száma 347 fő (2022. január 1.). Cambes Boussac, Camboulit, Corn, Fons, Lissac-et-Mouret és Reyrevignes községekkel határos.

## Népesség
A település népességének változása:
| Lakosok száma | 247  | 229  | 258  | 349  | 326  | 349  | 364  | 388  | 374  | 347  |
|               | 1968 | 1982 | 1990 | 2006 | 2013 | 2015 | 2017 | 2019 | 2020 | 2022 |